# Вулиця Януша Корчака
Ву́лиця Я́нуша Ко́рчака — вулиця в Шевченківському районі міста Києва, місцевості Дехтярі, Нивки. Пролягає від вулиці Всеволода Петріва до Салютної вулиці.
Прилучаються бульвар Павла Вірського; вулиці Зеленого Клину, Естонська, Василя Данилевича, Ґолди Меїр, Володимира Жаботинського, Ружинська, Черкаська; провулки Вовчогірський, Зеленого Клину, Фузиків, Салютний та Салютний проїзд.

## Історія
Вулиця виникла в 40-ві–50-ті роки XX століття під назвою 865-та Нова.
1953 року набула назву Бауманська вулиця, на честь російського революціонера-марксиста Миколи Баумана (1873—1905).
У 1997 році депутатами Київради було проголосоване рішення перейменувати Бауманську вулицю, яка мала отримати назву вулиця Івана Багряного. Це рішення було прийняте не належним чином і не мало правових наслідків.
Сучасна назва на честь польського педагога, письменника, лікаря Януша Корчака — з 2016 року.

## Установи та заклади
- Київське швейне вище професійне училище сервісу та дизайну (буд. № 8)
- Загальноосвітня школа № 163 (буд. № 30)
- Національна бібліотека України для дітей (буд. № 60)

## Пам'ятники
Біля Національної бібліотеки для дітей знаходиться пам'ятник Маленькому читачеві. Виготовлений із бронзи за проектом скульптора Бориса Довганя, відкритий у 1978 році.

## Зображення

Національна бібліотека України для дітей
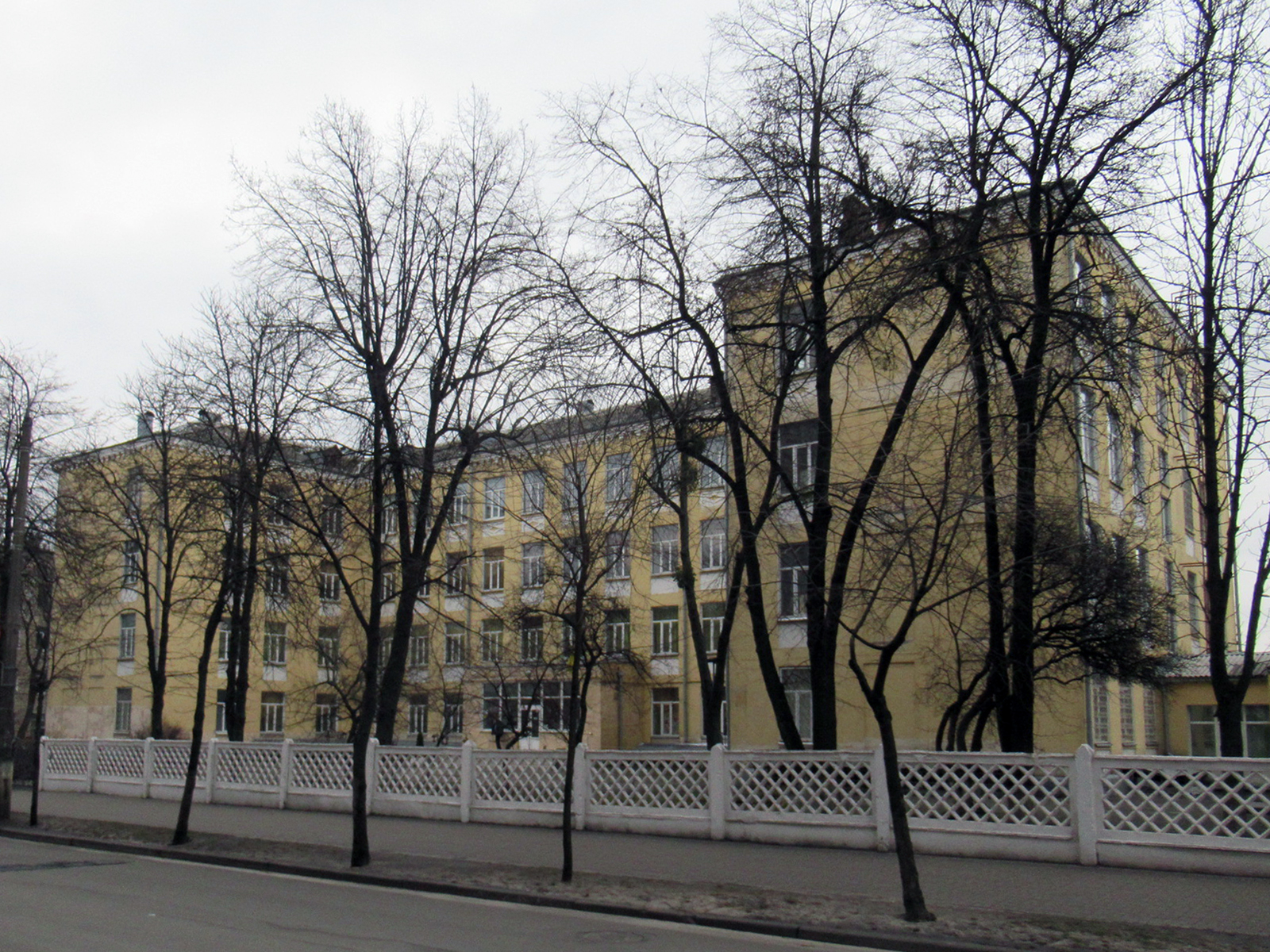
школа № 163